# Nimba
Nimba lub Mont Richard-Molard (fr. Mont Nimba, ang. Mount Nimba) – góra w Afryce Zachodniej na granicy Wybrzeża Kości Słoniowej i Gwinei. Wysokość bezwzględna wynosi 1752 m n.p.m., co czyni górę najwyższym szczytem obu tych krajów. Góra jest częścią Masywu Nimba w obszarze terytoriów Gwinei, Wybrzeża Kości Słoniowej i Liberii. W Liberii najwyższym szczytem kraju, położonym także w masywie Nimba, jest Guest House Hill (1385 m n.p.m.).
Obszar masywu (z wyjątkiem części w Liberii) od 1944 roku objęty jest ochroną – Rezerwat Ścisły Góry Nimba (fr. Réserve Intégrale du Mont Nimba) zajmuje obecnie obszar 180 km². W 1981 roku wpisany został na listę światowego dziedzictwa UNESCO, a od 1992 uznawany jest za dziedzictwo zagrożone ze względu na wzmożone kłusownictwo. Około 130 km² parku znajduje się w granicach Gwinei, pozostałe 50 km² w granicach Wybrzeża Kości Słoniowej.
Masyw tworzą paleozoiczne skały magmowe (głównie bazaltowe i gabrowe). Odkryto tu złoża rudy żelaza. Po stronie liberyjskiej prowadzono dawniej intensywną eksploatację, aż do wyczerpania złóż na tamtym obszarze w 1989 roku.